# Filsen

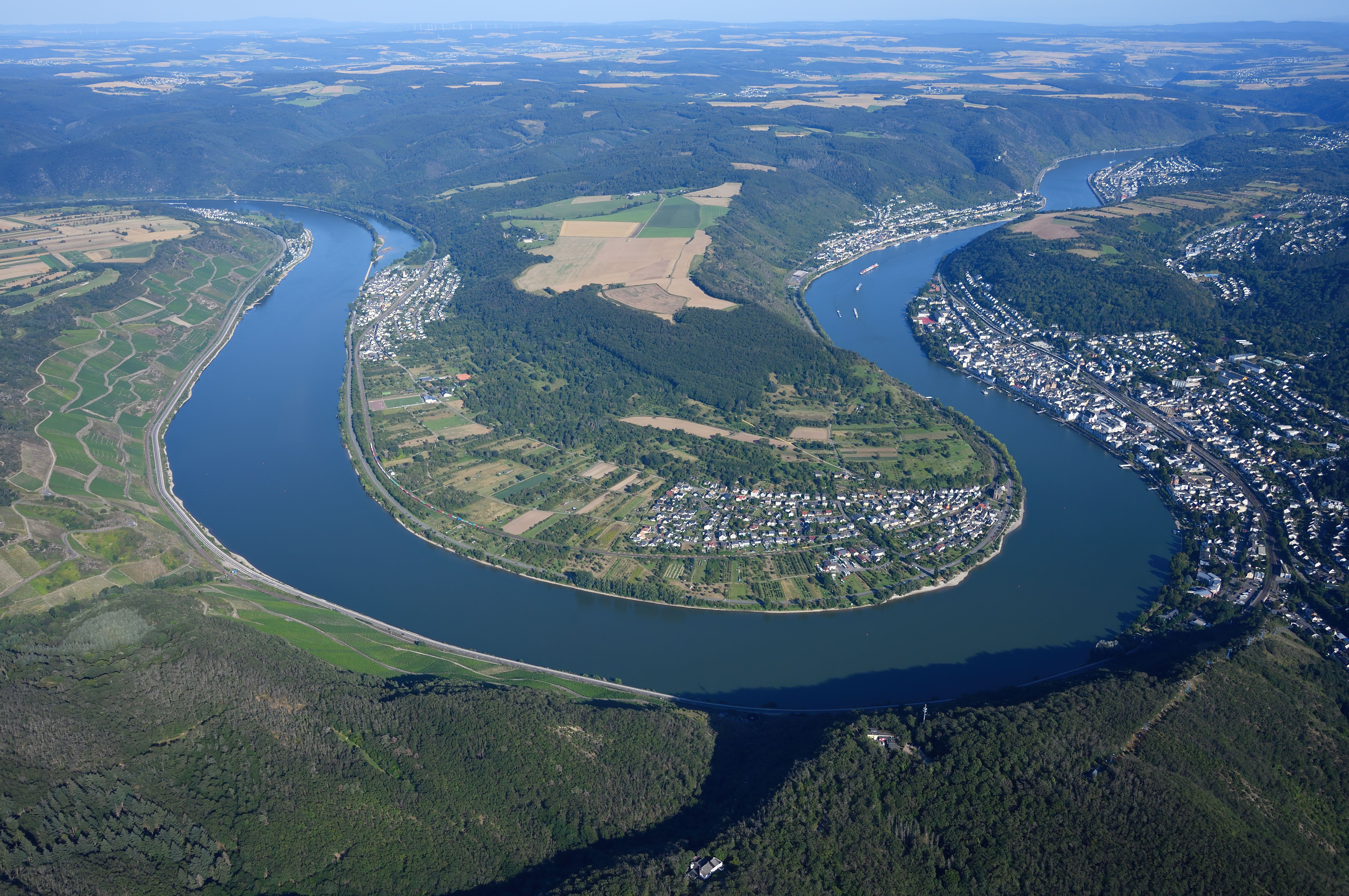
Lage von Filsen (unterhalb der Bildmitte) am Bopparder Hamm

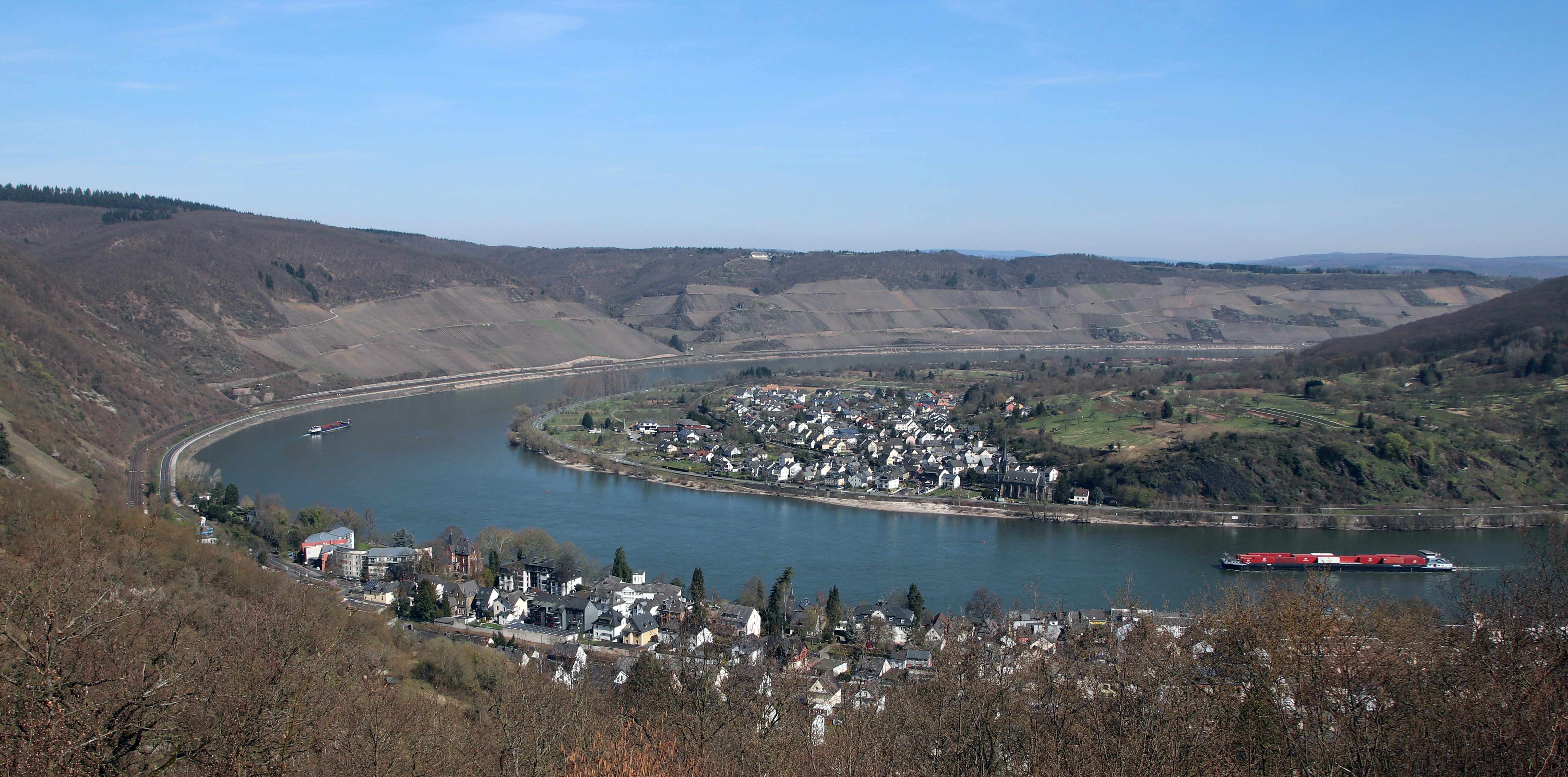
Blick auf Filsen (von Boppard aus gesehen), im Vordergrund Ausläufer von Boppard

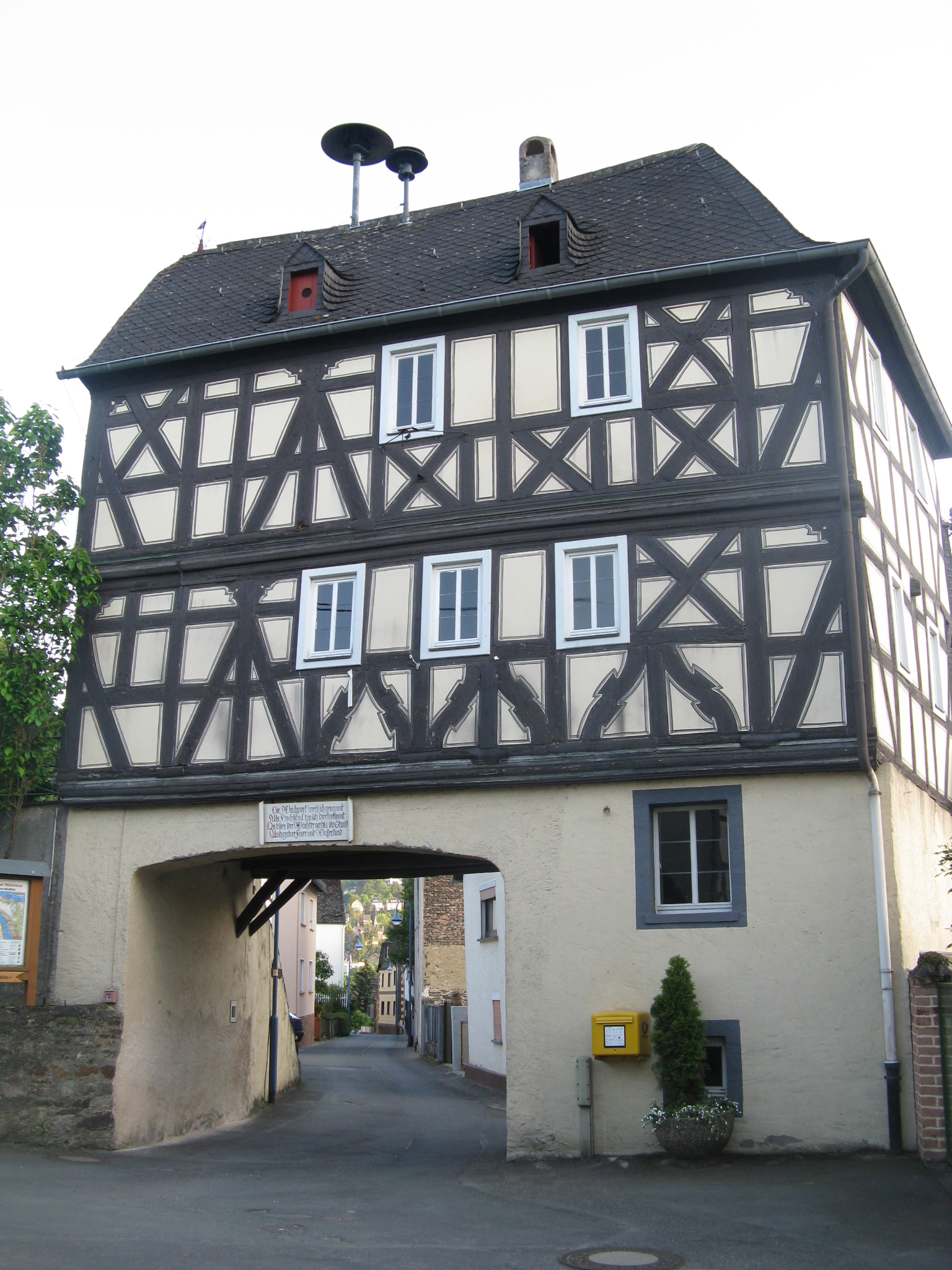
Wachport Filsen (1611)

Filsen (früher auch Vilze, Filzen) ist eine Ortsgemeinde im Rhein-Lahn-Kreis in Rheinland-Pfalz. Sie gehört der Verbandsgemeinde Loreley an.

## Geographie
Filsen liegt inmitten der größten Rheinschleife am Mittelrhein gegenüber von Boppard.

## Geschichte
Filsen wurde als Vilze 1230 erstmals urkundlich erwähnt. Diese erste urkundliche Erwähnung dokumentiert eine Schenkung von Weinbergen an das Kloster Eberbach. Am 6. Februar 1276 wurde eine dem Heiligen Sankt Gallus geweihte Kirche in Vilzene erstmals in einer Urkunde erwähnt.
Der Name wird auf das lateinische villicinus (villa = Landgut und vicinius = benachbart) zurückgeführt.
Filsen war zunächst Teil des Bopparder Reiches. Als die freie Reichsstadt Boppard im Jahr 1327 ihre Reichsunmittelbarkeit verlor und durch König Heinrich VII. an seinen Bruder, den Erzbischof Balduin von Trier, verpfändet wurde, gelangte Filsen ebenfalls an das Kurfürstentum.
Bis 1792 gehörte Filsen dem Amt Boppard im Kurfürstentum Trier an. Nach der Eroberung des linksrheinischen Gebiets durch die Franzosen im Jahre 1794 wurden die rechtsrheinischen Reste des Amtes Boppard dem Amt Wellmich mit Sitz in Camp (heute Kamp-Bornhofen) angegliedert. Durch den Reichsdeputationshauptschluss im Jahre 1803 kam Filsen zu Nassau-Weilburg. 1806 erfolgte die Vereinigung von Nassau-Weilburg und Nassau-Usingen zum Herzogtum Nassau. Mit der Annexion des Herzogtums Nassau durch Preußen im Jahre 1866 wurde Filsen preußisch und gehörte mit Gründung im Jahre 1868 bis zu ihrer Auflösung im Jahre 1944 zur preußischen Provinz Hessen-Nassau und von 1944 bis 1945 zur Provinz Nassau. Nach dem Einmarsch der Amerikaner am 25. März 1945 gelangte Filsen zunächst an die Provinz Saarland-Pfalz-Südhessen und 1946 an das neu gebildete Land Rheinland-Pfalz.
Am 1. April 1886 wurde die Gemeinde Filsen dem neu gebildeten Kreis Sankt Goarshausen, ab 1946 Landkreis Sankt Goarshausen angegliedert. Dieser wurde 1962 in Loreleykreis umbenannt. Infolge der Kreisreform 1968 wurden der Loreleykreis und der Unterlahnkreis zum Rhein-Lahn-Kreis zusammengelegt. Die Gemeinde gehörte von 1972 bis 2012 der Verbandsgemeinde Braubach an.

## Politik

### Gemeinderat
Der Gemeinderat in Filsen besteht aus zwölf Ratsmitgliedern, die bei der Kommunalwahl am 9. Juni 2024 in einer Mehrheitswahl gewählt wurden, und dem ehrenamtlichen Ortsbürgermeister als Vorsitzendem.

### Bürgermeister
Sven Faber wurde am 4. September 2023 Ortsbürgermeister von Filsen. Da für eine am 18. Juni 2023 angesetzte Direktwahl kein Wahlvorschlag eingereicht wurde, oblag die durch den überraschenden Tod des bisherigen Ortsbürgermeisters erforderlich gewordene Neuwahl dem Gemeinderat. Dieser entschied sich für Sven Faber. Bei der Direktwahl am 9. Juni 2024 wurde er als einziger Bewerber mit einem Stimmenanteil von 90,6 % für weitere fünf Jahre in seinem Amt bestätigt.
Fabers Vorgänger Ottmar Schnitzius hatte das Ehrenamt am 16. Oktober 2019 übernommen. Da bei der Direktwahl am 26. Mai 2019 kein Bewerber angetreten war, erfolgte seine Wahl gemäß Gemeindeordnung durch den Rat. Schnitzius wurde damit Nachfolger von Markus Daniel (Ortsbürgermeister seit 20. Juni 2018) und von Berthold Dorweiler, der das Amt zuvor 19 Jahre ausgeübt hatte. Am 5. März 2023 starb Ottmar Schnitzius im Amt.

## Religion
Im Februar 2018 haben sich die zehn ehemals selbständigen Pfarreien St. Martin (Osterspai), St. Margaretha (Filsen), St. Nikolaus (Kamp-Bornhofen), St. Jakobus der Ältere (Dahlheim), St. Georg (Kestert), St. Martin (Wellmich), St. Johannes der Täufer (St. Goarshausen), St. Nikolaus (Kaub), St. Peter und Paul (Nastätten) sowie St. Florin (Strüth) zu der der neu gegründeten römisch-katholischen Pfarrei „Heilige Elisabeth von Schönau“ mit Sitz in Kamp-Bornhofen zusammengeschlossen, sie gehört zum Bistum Limburg.

## Kultur und Sehenswürdigkeiten

### Bauwerke
Sehenswert in Filsen sind die vielen Fachwerkbauten, besonders die „Wachport“.
Das alte Rathaus von Filsen wurde 1611 über einem mittelalterlichen Tor der ehemaligen Ortsbefestigung, der sogenannten Wachport (auch Altes Tor genannt), errichtet. An das alte Bruchsteinwerk des Torbogens ist das ehemalige Gemeindebackhaus angebaut. Auf der Plattform, zu der eine breite Steintreppe hinaufführte, stand einst der Nachtwächter. In der Wohnung über dem Torbogen wohnte der Dorfschullehrer. Der Rathaussaal im 2. Stock war bis 1881 Schulsaal, dahinter befand sich das Gemeindearchiv.
Eine Inschrift über dem Tor fasst die historischen Funktionen des Gebäudes anschaulich zusammen:
Die Wachport werd ich genannt,

Als Hochschul bin ich dorfbekannt,

Da blies der Wächter nachts die Stund,

Auch gab er Feuer und Wasser kund.
Ein historisches Gasthaus am Alten Tor von 1879 war bis 2005 auch Metzgerei.
1879 wurde der Bau der Kirche St. Margaretha im gotischen Stil abgeschlossen, die die alte, Sankt Gallus geweihte Kirche, ersetzte.
Siehe auch: Liste der Kulturdenkmäler in Filsen

### Sehenswürdigkeiten in der Nähe

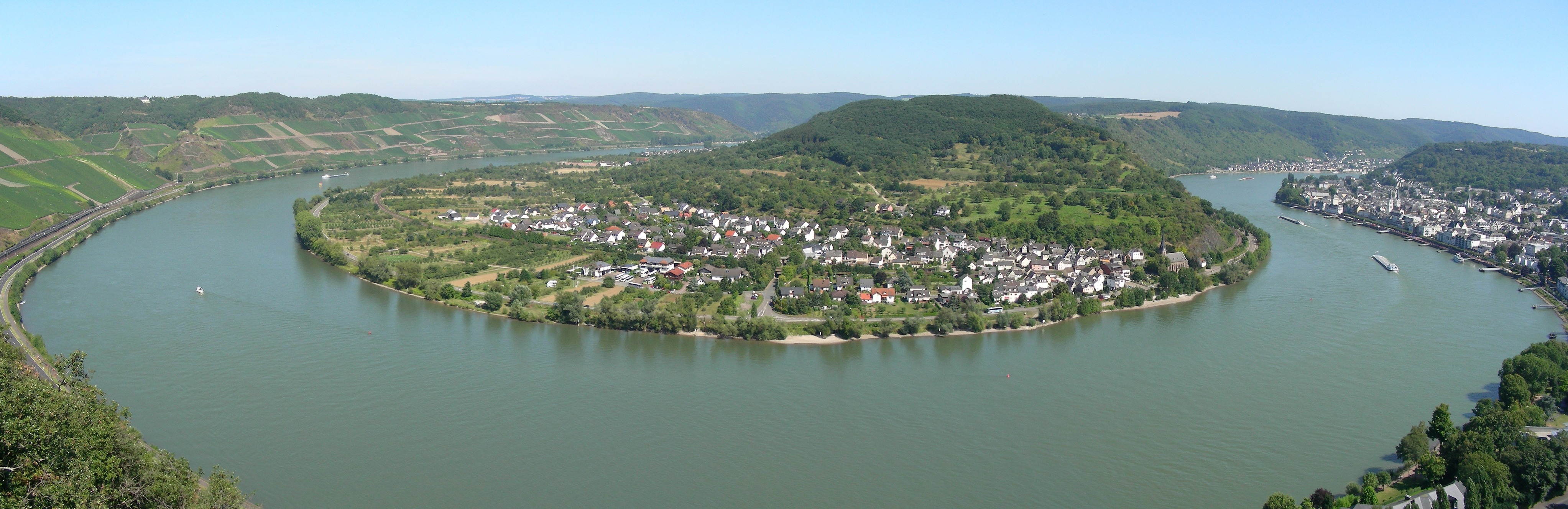
Filsen eingebettet in die Rheinschleife, vom gegenüber liegenden Berg Gedeonseck gesehen

Die „feindlichen Brüder“ mit Burg Liebenstein und Burg Sterrenberg bei Kamp-Bornhofen und die Loreley bei St. Goarshausen, Marksburg und Burg Lahneck.

## Verkehr
Filsen liegt direkt an der Bundesstraße 42, die rechtsrheinisch das Rheintal durchläuft.
Die Verbindung zwischen Filsen und dem linksrheinischen Boppard wird im Fährverkehr durch die Fähre Stadt Boppard hergestellt.
Der Bahnhof Filsen liegt an der rechten Rheinstrecke und bindet den Ort im Personennahverkehr mit Zügen der Linie RB 10 Rheingau-Linie (Neuwied – Koblenz-Stadtmitte – Koblenz Hbf – Filsen – St. Goarshausen – Wiesbaden Hbf – Frankfurt-Höchst – Frankfurt-Hauptbahnhof) ein.

## Persönlichkeiten
- Ralf Eschelbach (* 1958 in Filsen), Jurist, Richter am Bundesgerichtshof
- Johannes Rothkranz, katholischer Theologe und Verschwörungstheoretiker